# Mistrzostwa Świata w biegu na 50 km 2015
Mistrzostwa Świata w biegu na 50 km 2015 – zawody lekkoatletyczne, które odbyły się 4 grudnia 2015 w Dosze, w Katarze.

## Medaliści
|                         | 1. miejsce                                                                           | Rezultat | 2. miejsce                                                                  | Rezultat | 3. miejsce                                                       | Rezultat |
| Mężczyźni indywidualnie | Anthony Migliozzi                                                                    | 2:52:09  | Arnold Kibet Kiptaoi                                                        | 2:55:35  | Samuel Birongo Ongeki                                            | 2:56:16  |
| Mężczyźni drużynowo     | Kenia 1. Arnold Kibet Kiptaoi · 2. Samuel Birongo Ongeki · 3. Charles Wachira Maina  | 8:49:09  | Stany Zjednoczone 1. Anthony Migliozzi · 2. Jesse Davis · 3. Geoffrey Burns | 8:57:52  | Australia 1. John Dutton · 2. Craig McCredie · 3. Brendan Davies | 9:37:51  |
| Kobiety indywidualnie   | Camille Herron                                                                       | 3:20:59  | Marija Vrajić Trošić                                                        | 3:28:16  | Catrin Jones                                                     | 3:28:20  |
| Kobiety drużynowo       | Chorwacja 1. Marija Vrajić Trošić · 2. Nikolina Šustić Stanković · 3. Antonija Orlić | 10:50:08 | Kanada 1. Catrin Jones · 2. Kim Doerksen · 3. Alissa St. Laurent            | 11:10:41 | Australia 1. Natasha Fraser · 2. Kelly-Ann Varey · 3. Tina Major | 11:31:40 |